# Trzpiennikowate
Trzpiennikowate (Siricidae) – rodzina owadów z rzędu błonkoskrzydłych. Trzpiennikowate mają wydłużone, walcowate ciało. Na końcu odwłoka samicy krótkie pokładełko. Larwy trzpiennikowatych żerują w martwym drewnie.

## Opis
Trzpiennikowate to średniej wielkości i duże owady (5,5–40 mm) o ciele wydłużonym i walcowatym. Od innych rośliniarek wyróżnia je obecność tylko jednej ostrogi na goleniach przednich odnóży oraz silne wycięcie tylnego brzegu przedplecza. Głowa kulista lub owalna, oczy złożone duże, owalne. Trzy przyoczka umieszczone na ciemieniu. Czułki nitkowate, przynajmniej 12-członowe. Żuwaczki duże i silne, głaszczki szczękowe krótkie. Warga dolna i głaszczki wargowe szczątkowe. Na kołnierzowatym przedpleczu obecny poprzeczny wałeczek. Silnie rozwinięty śródtułów z dużą powierzchnią śródplecza i tarczką. Słabo rozwinięte zaplecze. Skrzydła silne, z wyraźnym użyłkowaniem. Nogi z 2-członowymi krętarzami i 5-członowymi stopami. Odwłok składa się z 9 segmentów u samicy i 8 u samców. Ostatnie tergum u samic, a u samców ostatnie sternum wyposażone w rogopodobny wyrostek. Najbardziej wyróżniającą cechą jest występujące u samic, po stronie brzusznej 7. segmentu, długie pokładełko (u niektórych gatunków, jak np. u Megarhyssa atrata, o długości kilkukrotnie większej niż długość ciała owada), którym wierci w drewnie.

## Biologia i ekologia
Jaja składane są wyłącznie na drzewach usychających, osłabionych, uszkodzonych, bądź już ściętych. W otworze o głębokości 1–2 cm, wywierconym pokładełkiem w drewnie, samica składa kilka jaj. Rozwój larwy trwa ok. trzech lat (larwy z rodzaju Tremex żerują krócej – od roku do dwóch lat). Stadium poczwarki trwa do kilku tygodni, przepoczwarczenie następuje wiosną. Preferują miejsca nasłonecznione lub przejściowo ocienione.
W Polsce trzpienniki występują od czerwca do sierpnia. Dorosły owad żyje ok. dwóch tygodni.
Od innych rośliniarek wyróżnia je m.in. rodzaj spożywanego pokarmu u larw – odżywiają się wyłącznie martwym drewnem (saproksylofagia). Część gatunków (np. z rodzajów Sirex, Urocerus, Tremex) żyje w symbiozie z grzybami. Sirex noctilio atakują często obciążone drzewa w zdrowym drzewostanie sosnowym, wstrzykując toksyczny śluz wraz z rozkładającymi drewno grzybami (z rodzaju Amylostereum), które prowadzą do obumarcia drzewa.
Na larwach Siricidae pasożytują m.in. błonkówki z takich rodzin, jak: gąsieniczniki (Ichneumonidae), męczelkowate (Braconidae), Aulacidae czy Ibaliidae.
| Cykl życiowy na przykładzie Sirex noctilio | Cykl życiowy na przykładzie Sirex noctilio        | Cykl życiowy na przykładzie Sirex noctilio | Cykl życiowy na przykładzie Sirex noctilio |
| ------------------------------------------ | ------------------------------------------------- | ------------------------------------------ | ------------------------------------------ |
|                                            |                                                   |                                            |                                            |
| Samica składająca w drewnie jaja           | Chodniki w drewnie i komory poczwarkowe z larwami | Poczwarka                                  | Dojrzały owad wydostający się z drewna     |

## Znaczenie gospodarcze
Szkodniki wtórne i techniczne drewna drzew iglastych: świerka, sosny i jodły. Ze względu na to, że ich larwy żyją w drewnie kilka lat, mogą być również szkodnikami drewna użytkowego, np. konstrukcji technicznych czy mebli.

## Rozprzestrzenienie
Na świecie występuje ok. 120–130 gatunków, z czego w Polsce stwierdzono do 1956 roku 11 (z czego 2 zawleczone z Ameryki Północnej, odnotowane jedynie pod koniec XIX w.), a do 1994 już 14, m.in. żaługę żółtoskrzydłą (Tremex fuscicornis) czy trzpiennika olbrzyma (Urocerus gigas) (zobacz: trzpiennikowate Polski).

## Systematyka
Większość autorów dzieli współcześnie Siricidae na dwie podrodziny:
- Siricinae (np. trzpiennik sosnowiec)
- Tremicinae

Głowacki w 1956 roku zaliczył do rodziny kilka gatunków w podrodzinie Xiphydrinae, jednak obecnie wydzielana jest ona w randze osobnej rodziny Xiphydriidae, określanej w polskiej literaturze nazwą buczowate.